# Чемпионат мира по современному пятиборью 1995
XXXVII Чемпионат мира по современному пятиборью среди мужчин 1995 года прошёл в Базель (Швейцария).
Швейцария известна пятиборцам благодаря восхождению таких ярких звёзд, как Ларе Халл (Берн 1950г.), Константин Сальников (Маколин 1955г.), Андраш Бальцо (Маколин 1963г.). С тех пор список чемпионов мира пополнили 22 новых имени. Кто станет 23-м, выяснится на чемпионате мира в Базеле. На соревнования съехалось большое количество участников — представители 41 страны, около 200 мужчин и женщин, которым предстояло выявить сильнейших в лично-командных соревнованиях и эстафетах.
В отборочных соревнованиях приняли участие 96 пятиборцев из 23 стран, разделённых на четыре полуфинала по 24 спортсмена в каждом. Они оспаривали право выхода в финал, в который попадали восемь человек из каждой подгруппы. По итогам отбора 32 сильнейших пятиборца после дня отдыха боролись за чемпионское звание в личном зачёте. По результатам выступления трёх спортсменов от каждой страны формировалась команда-победительница. В этот раз квалификационные соревнования проводились не по четырёхборью, а по полной программе пятиборья. Это значительно усложнило задачу организаторов по обеспечению мужского и женского чемпионатов необходимым количеством лошадей, однако они успешно справились с этой проблемой.
Полуфинальные соревнования.
Полуфинальные старты принесли первые сюрпризы. Зачехлили своё снаряжение такие известные пятиборцы, как Стейман (Швейцария), показавший в стрельбе 140 очков, Конфорто (Италия) и Рюэ (Франция), которые из-за потерь в верховой езде выбыли из борьбы. Кроме Сватковского, не удалось пробиться в восьмерку и россиянам Михаилу Бондареву (13-е место), Сергею Морозову (18-е место) и Андрею Цигипову (9-е место). Таким образом, для российских спортсменов вопрос о споре за командные награды отпал уже на предварительном этапе чемпионата. Из команд-фаворитов попали в финал все три участника лишь у венгров. Это обстоятельство практически обеспечило им 1-е место в командном зачёте. Такие страны, как Италия, Польша, Республика Чехия, Мексика и Франция, подошли ко второму этапу с двумя зачётными участниками, которым предстояло в финале оспаривать право на остальные призовые места.
Дмитрий Сватковский закончил отборочный турнир с 5482 очками на четвёртом месте в своей подгруппе, продемонстрировав среднестатистические результаты. Однако для него было важно, что в сильной по составу подгруппе он набрал 1000 очков в фехтовании.

## Лично-командное первенство
Финал начался после дня отдыха. На старт вышли 32 пятиборца, которым предстояло оспаривать награды XXXVII Чемпионата мира.

## Стрельба
Финальные соревнования начались со стрельбы. Здесь отличился венгр Калноки Киш (183 очка), опередив на одно очко шведа Даниэльсона. Сватковский выбил 174 очка и в этом упражнении не вошёл в десятку лучших. Но это его не смутило, он знал, что все решится на фехтовании и тщательно продумал с тренером свои действия.

## Фехтование
Тактика агрессивного ведения боя Сватковского себя оправдала. Против его флешь атак не могли устоять конкуренты и к концу фехтовального турнира заветную 1000 очков достигли лишь двое: Сватковский и итальянец Небулони. После фехтования Дмитрий сказал тренеру, что теперь он не даст выиграть чемпионат никому. И это было взвешенное заявление, основанное на знании соотношения своих сил и потенциальных возможностей соперников. По признанию личного тренера спортсмена, Сватковский после своего первого победного чемпионата очень изменился. Возникло полное взаимопонимание как в вопросах подготовки, так и при проработке и реализации тактических замыслов на предстоящих соревнованиях. Сватковский, оценивая роль своего наставника, как то сказал: «Каким же невероятным психологом приходилось быть Игорю Соя, чтобы не докучать мне своим присутствием и одновременно оказываться рядом в нужный момент».
Положение после двух видов.
1. Фабио Небулони (Италия)
2. Даниэльсон (Швеция).
3. Дмитрий Сватковский (Россия).

## Плавание. Конкур
Плавание и верховая езда не внесли существенных изменений в расстановку лидеров. Всё решал легкоатлетический кросс, в котором атлеты стартовали в соответствии с занятым после четырёх видов местом, причём с отрывом во времени, соответствующим количеству очков по специальной таблице. Поэтому тот, кто финишировал первым, становился чемпионом.
Положение после четырёх видов.
1. Даниэльсон (Швеция)
2. Чезаре Торальдо (Италия)
3. Дмитрий Сватковский (Россия)
4. Акош Ханзели (Венгрия).

## Бег
Первым на 4-х километровую трассу уходил швед Даниэльсон через 2 секунды за ним устремился итальянец Торальдо и лишь через 18 секунд после лидера начал погоню Сватковский. Из претендентов на высшую награду наибольшую опасность представлял венгр Ханзели, признанный среди пятиборцев бегун, который стартовал шестым через 13 секунд после российского спортсмена. Между ними и завязалась борьба, когда, пробежав З км, оба атлета обошли стартовавших ранее пятиборцев. Чувствуя за спиной дыхание соперника, Дмитрий включил тот энергетический запас, который, по выражению тренера, они наработали подвижными играми в подготовительном периоде, отдыхая от пятиборья. Соперник не выдержал предложенного темпа и смирился с поражением.
Сватковский сохранил звание чемпиона мира, показав в сумме лучший результат среди 32 участников финального этапа. При этом запас прочности у него оказался столь значительным, что, добежав до финишной черты, он мог позволить себе остановиться и, приняв позу стартующего пловца, демонстративно пересечь её прыжком на двух ногах.
В командном зачёте после венгров, на 2-м месте сборная Италии, на 3-м—Польши. Российская команда закончила соревнования на 10-м месте.

## Эстафета
На следующий день начались командные соревнования — эстафеты. По решению тренерского совета Сватковского не заявили на старт, предоставив ему возможность восстановиться перед предстоящими соревнованиями - финалом Кубка мира.
- Стрельба.

Первое упражнение командных соревнований — стрельбу уверенно выиграли словацкие спортсмены: Мартин Биро (93 очка), Бранислав Хорват (83 очка) и Растислав Талайк (90 очков). Они опередили сборные Италии и Кореи, показавшие по 264 очка. Российские спортсмены Бондарев, Морозов и Цигипов закончили стрельбу на 8-м месте с 257 очками из 300 возможных. Очень слабо стрелял Цигипов, выбивший всего 80 очков.
- Фехтование.

А победителями в фехтовании стали венгерские пятиборцы, одержавшие 67 побед. На три победы меньше у итальянцев, которые после двух видов возглавили турнир, заработав 2017 очков, за ними Венгрия—1900 и Корея—1896 очков. Не лучшим образом выглядели россияне и в фехтовальном зале, где одержали 42 победы в 99 боях, заняв 9-е место в этом виде и получив всего 693 очка.
- Плавание.

В эстафетном плавании 3x200м борьба развернулась между сборными Литвы, Кореи и США, которая завершилась уверенной победой литовских спортсменов с результатом 6.17,81 (1160 очков), несмотря на то что они были оштрафованы на 20 очков за фальстарт на одном из этапов. Такой же штраф получила и команда Словакии, оказавшаяся в итоге на 5-м месте. Российское трио закончило эстафету на 10-м месте — 6.41,88 (988 очков). Неудачно выступили здесь и венгерские спортсмены, показав лишь 11-й результат  — 6.43,69 (972 очка).
Положение после трёх видов.
1. Италия - 3033 очка.
2. Корея  - 3020
3. Польша - 2976

- Конкур.

Верховая езда оказалась богата сюрпризами и на этот раз. С нулевой оценкой закончили маршрут американские спортсмены, не уложившиеся в предусмотренный правилами двойной лимит времени, отведенный на преодоление конкура. Слабо проехали венгры — 860 очков, итальянцы — 833, литовцы — 731 очко.  Репутацию истинных ковбоев подтвердили представители Мексики, выигравшие эстафетный конкур с 1040 очками, чем заявили свои притязания на медали чемпионата. Второе место заняли пятиборцы Швейцарии — 967 очков, на 3-м Польша — 950 очков. С четвёртым результатом завершили этот вид российские спортсмены.
- Бег.

В эстафете по правилам пятиборья спортсменам необходимо было пробежать дистанцию 3x2000м.
Команды стартовали одновременно, в отличие от личных соревнований.
На первом этапе бег возглавил итальянец Фабио Небулони, показав лучшее время дня — 5.37,48. Через 9 секунд мексиканец Иван Ортега передал эстафету своему напарнику Сержио Салазару, третьим закончил первый этап поляк Мацей Чижович — 5.53,83, отправив в путь Игоря Варабида. Вскоре мексиканский и польский спортсмены настигли итальянца Цезаре Торальдо и между ними завязалась борьба, в которой мексиканец не оставил надежд сопернику, выиграв у него ещё 12 секунд. Третий участник команды Мексики Адьберто Феликс на последнем этапе в упорной борьбе с польским бегуном Дариусом Мейснером сохранил достигнутый его коллегами запас секунд и остановил стрелку судейских часов на отметке 17.17,59 — 1309 очков. Вторыми финишировали польские пятиборцы 17.29,33 (1273 очка), третьими - представители Швейцарии 17.33,13. Итальянские спортсмены пересекли финишный створ через 18.06,32, проиграв бег сборным Литвы, Венгрии и Кореи. Российские пятиборцы закончили эстафету с результатом 18.08,19 на 8-м месте, получив за этот вид 1156 очков.
- Итоги эстафетных соревнований.

Таким образом, за счет быстрого бега победителями вэстафете стали польские спортсмены — 5199 очков, серебряные медали достались команде Швейцарии — 5148 очков, бронзовые награды завоевала команда Мексики — 5086 очков. Российская сборная завершила чемпионат на 8-м месте—4755 очков.

## Итоги чемпионата
Этот чемпионат подвел черту под периодом экспериментов и поиска формулы проведения мировых первенств. Впереди у пятиборцев Олимпийские игры в Атланте, где согласно решению МОК 32 сильнейших атлета планеты в однодневном поединке разыграют одну золотую медаль в личном зачёте и право носить звание олимпийского чемпиона по современному пятиборью.